# Сан Виђилио (Бергамо)
Сан Виђилио је насеље у Италији у округу Бергамо, региону Ломбардија.
Према процени из 2011. у насељу је живело 74 становника. Насеље се налази на надморској висини од 772 м.